# TÜSİAD
TÜSİAD, kurz für Türk Sanayicileri ve İşadamları Derneği, ist eine Vereinigung türkischer Industrieller und Geschäftsleute. Der Verein mit Sitz in Istanbul ist einer der wichtigsten Unternehmerverbände in der Türkei und wurde 1971 gegründet. 
In den letzten Jahren trat der Verband international vor allem durch seine offensive Werbung für einen türkischen Beitritt zur Europäischen Union hervor. 
In folgenden Städten werden Repräsentanzen unterhalten: Ankara, Brüssel, Washington D.C., Paris, Berlin, London und Peking.